# Maurits Van Herzele
Maurits Van Herzele (Sint-Lievens-Houtem, 10 febbraio 1917 – Sint-Lievens-Houtem, 6 febbraio 1998) è stato un ciclista su strada belga.
Professionista dal 1936 al 1952, fu vincitore di un Giro del Belgio nel 1947.

## Palmarès
- 1936 (La Française-Dunlop-Diamant, cinque vittorie)

Giro del Belgio indipendenti
Lilla-Bruxelles-Lilla
Stadt Kortrijk (criterium)
1ª tappa Giro del Lussemburgo
2ª tappa Giro del Lussemburgo
- 1937 (La Française-Dunlop-Diamant, due vittoria)

Deinze (kermesse)
Prix Victor Standaert - Ninove (kermesse)
- 1942 (Helyet-Hutchinson, due vittorie)

Liegi-Courcelles
Grand Prix de Wallonie
- 1943 (Helyet-Hutchinson, due vittorie)

Putte-Mechelen
Mere (kermesse)
- 1945 (Individuale, cinque vittorie)

Sint-Lievens-Houtem (kermesse)
Aalter (kermesse)
Ninove (kermesse)
Erembogedem (kermesse)
Circuit des régiones frontalières - Mouscron
- 1946 (Cilo, due vittorie)

Tielt-Anversa-Tielt
GP delle Ardenne - St Hubert
- 1947 (Groene Leeuw, due vittorie)

Giro del Belgio
Vichte (kermesse)
- 1948 (Carrara, una vittoria)

Sint-Lievens-Houtem (kermesse)
- 1949 (Groene Leeuw, una vittoria)

Omloop der drie Provinicien
- 1950 (Groene Leeuw, quattro vittorie)

Denderleeuw (kermesse)
Escaut-Dendre-Lys
Schellebelle (kermesse)
Ronse (kermesse)

## Piazzamenti

### Classiche monumento
- Liegi-Bastogne-Liegi

1943: 19º
1947: 16º
1950: 48º